# José Luis Laguía
José Luis Laguía Martínez (n. Pedro Muñoz, Cidade Real, 3 de setembro de 1959) é um exciclista profissional espanhol da década de 1980.
Nascido em Pedro Muñoz, Cidade Real ainda que catalão de adopção, foi um escalador especializado em ganhar o Grande Prêmio de Montanha, título que conseguiu em cinco ocasiões na Volta a Espanha. Ademais, foi campeão de fundo em estrada em 1982. Foi corredor profissional desde 1980 a 1993 e correu para as equipas: Reynolds, PDM, Reynolds-Banesto, Lotus-Festina, Paternina e Artiach.
Conquanto tinha grandes dotes como escalador também tinha uma boa ponta de velocidade, o qual junto ao seu grande carisma lhe valeu para triunfar em diversos criteriums em Manlleu, Pamplona, Tarrasa, Campo de Morvedre, Ávila, Hospitalet e Alquerías.
Depois da sua retirada como profissional foi durante dois anos seleccionador da Catalunha em categoria amador; director desportivo de G.D. Kelme durante 4 anos, presidente da Associação de ciclistas profissionais; presidente da associação de ciclistas internacional; presidente da Comissão técnica de ciclismo profissional; membro da comissão de segurança no desporto; e assessor desportivo da Volta a Espanha.

## Palmarés
| - 1980 - 1 etapa da Volta aos Vales Mineiros - 1981 - 3 dias de Navarra - Classificação de montanha da Volta a Espanha - 1 etapa da Volta às Astúrias - 1982 - Campeão da Espanha em Estrada - Volta ao País Basco - Volta a Burgos - 3 etapas na Volta a Espanha, mais classificação de Montanha - 1 etapa do G.P. Costa do Azahar - 1 etapa da Semana Catalã - 2 etapas da Volta à Catalunha - 1983 - Volta a Cantábria, mais 1 etapa - Clássica dos Portos - 1 etapa da Volta a Espanha, mais classificação da montanha - 1 etapa da Volta a Burgos | - 1984 - 1 etapa da Volta aos Vales Mineiros - 1 etapa da Escalada a Montjuich - 1 etapa da Midi Livre - 1985 - Classificação de montanha da Volta a Espanha - 1 etapa da Volta ao País Basco - 1986 - Volta à La Rioja - Classificação de montanha da Volta a Espanha - 1 etapa da Volta aos Três Cantos - 1988 - 1 etapa da Volta a Castela e Leão |

## Resultados em Grandes Voltas e Campeonato do Mundo
| Carreira                       | 1980 | 1981 | 1982 | 1983 | 1984 | 1985 | 1986  | 1987 | 1988 | 1989 | 1990 | 1991 | 1992 |
| ------------------------------ | ---- | ---- | ---- | ---- | ---- | ---- | ----- | ---- | ---- | ---- | ---- | ---- | ---- |
| Giro d'Italia                  | -    | -    | -    | -    | -    | -    | -     | -    | 30.º | -    | -    | -    | -    |
| Tour de France                 | -    | -    | -    | Ab.  | 41.º | Ab.  | 121.º | 43.º | -    | -    | -    | -    | -    |
| Volta a Espanha                | 21.º | 7.º  | 5.º  | 24.º | 19.º | 27.º | 25.º  | 29.º | 17.º | 44.º | 23.º | Ab.  | Ab.  |
| Campeonato do Mundo em estrada | Ab.  | -    | Ab.  | -    | -    | -    | -     | -    | -    | -    | -    | -    | -    |